# A210-es autópálya (Németország)
Az A210-es autópálya (németül: Bundesautobahn 210) egy autópálya Németországban. Hossza 25 km.